# Епархия святых Кирилла и Мефодия в Торонто

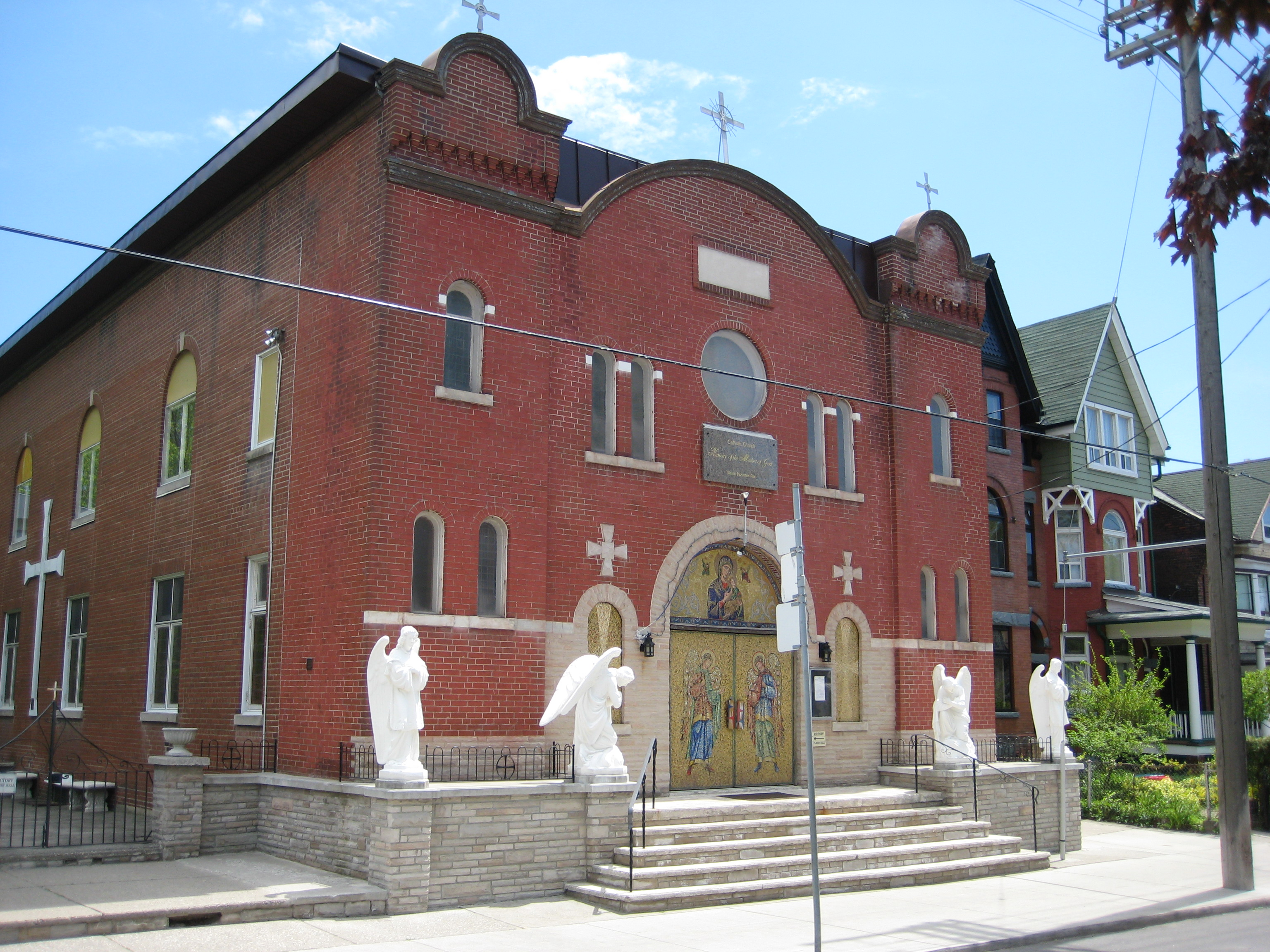
Собор Рождества Пресвятой Богородицы, Торонто, Канада

Епархия святых Кирилла и Мефодия (лат. Eparchia Sanctorum Cyrilli et Methodii Torontini Slovachorum ritus Byzantini, словац. Torontská slovenská gréckokatolícka eparchia svätých Cyrila a Metoda) — епархия Словацкой грекокатолической церкви с центром в городе Торонто, Канада. Юрисдикция епархии святых Кирилла и Мефодия распространяется на всю территорию Канады. Кафедральным собором епархии святых Кирилла и Мефодия является собор Преображения Господня в городе Торонто. Дата основания: 13 октября 1980 г.

## История
13 октября 1980 года Святой Престол учредил епархию святых Кирилла и Мефодия в Торонто. В 1984 году Римский папа Иоанн Павел II освятил новый кафедральный собор Преображения Господня в Торонто, однако из-за разногласий между ординарием епархии епископом Иоанном Стефаном Пазаком и частным фондом, не передавшим епархии новый храм, с 2006 года кафедральным собором считается церковь Рождества Пресвятой Богородицы.

## Ординарии епархии
- епископ Michael Rusnak (13 октября 1980 г. — 11 ноября 1996 г.);
- епископ John Stephen Pazak (2 декабря 2000 г. — по настоящее время).

## Источник
- Annuario Pontificio,  Libreria Editrice Vaticana, Città del Vaticano, 2003, ISBN 88-209-7422-3